# 盂蘭經
《盂蘭經》，又作《盂蘭盆經》，收於大正藏經集部，歷代刻本藏經亦有收錄。譯者題作竺法護，但最早經錄《出三藏記集》中記載為失譯經。本經敘述目犍連為救度落至餓鬼道的亡母，向釋迦牟尼佛請示救度之法，釋迦牟尼宣說於解夏之日，舉辦盂蘭盆會供養眾僧，以此功德救度先亡親人。

## 版本
- 《盂蘭盆經》，《開元釋教錄》題作竺法護譯，《出三藏記集》所載之竺法護譯作無此經名。
- 《報恩奉盆經》，《開元釋教錄》記載是失譯經。
- 《經律異相·目連為母造盆》，節錄自《盂蘭經》（行文和《報恩奉盆經》相近，有可能《報恩奉盆經》即是《出三藏記集》所載之《盂蘭經》。據《出三藏記集》所載，《盂蘭經》是失譯經）。

## 內容
《盂蘭經》稱目犍連得道後，想報父母養育之恩，以神通力見亡母生餓鬼道中，感到悲傷的目犍連用鉢盛飯，為母供食。然而，飯未入口，就化為火炭，目犍連向釋迦牟尼佛陳說此事。佛說光憑一人之力無法解救，須仰賴供養眾僧功德的威神之力乃得解脫，要目犍連於七月十五日（佛教結夏安居最後一日），備好麨飯、五果、瓫罐、香油、燈燭、床榻、臥具，供養眾僧。當此之日，眾佛教聖者，皆示現僧人之身，一同受鉢，自恣懺悔，具清淨戒。供養此等之眾，則其過世先祖、親屬，得出三惡道，應時解脫，衣食自然。最後，目犍連之母於是日得脫餓鬼之苦。經文最後說一切大眾皆可依照此法供養僧團，救度先亡。
南傳佛教巴利聖典《餓鬼事》中，也出現了同樣主題的情節，但主角是舍利弗。另外，《撰集百緣經》載〈優多羅母墮餓鬼緣〉也是類似的故事，而主角為優多羅比丘。《根本說一切有部毘奈耶藥事》是以目犍連為主角，但要救度的亡母生於摩利支世界（marīcika lokadhātu）。《地藏菩薩本願經》也以相似情節為引，但將餓鬼道換為地獄道，稱地藏菩薩前世為婆羅門女、光目女，救其母親。

### 盂蘭盆會
在佛陀的時代，印度的婆羅門就會為逝去的亡者舉辦供養會（巴利語：Saddha，梵語：Śrāddha）。而在中國，《盂蘭盆經》傳入後，由於強調藉由供養僧團，以報答雙親養育之恩，乃至度脫七世父母的思想，與儒家崇尚孝道的倫理傳統相符，因此得到中國歷代帝王提倡而盛行不衰。南北朝梁武帝時代，始興盂蘭盆法會，以報答父母祖先恩德。唐朝時期，法會活動呈現興盛，官民共樂。

## 外部連結
- 全國宗教資訊網 （页面存档备份，存于）
- YouTube上的盂蘭盆節的由來